# 蒙沙布
蒙沙布（法語：Montchaboud，法語發音：[mɔ̃ʃabu]）是法国伊泽尔省的一个市镇，位于该省中南部，属于格勒诺布尔区。

## 地理
蒙沙布（45°5'43"N, 5°45'45"E）面积1.96 平方千米，位于法国奥弗涅-罗讷-阿尔卑斯大区伊泽尔省，该省份为法国东南部内陆省份，北起顺时针与安省、萨瓦省、上阿尔卑斯省、德龙省、阿尔代什省、卢瓦尔省和罗讷省。
与蒙沙布接壤的市镇（或旧市镇、城区）包括：维济勒、布列和昂戈讷、雅里、梅萨日圣母村。

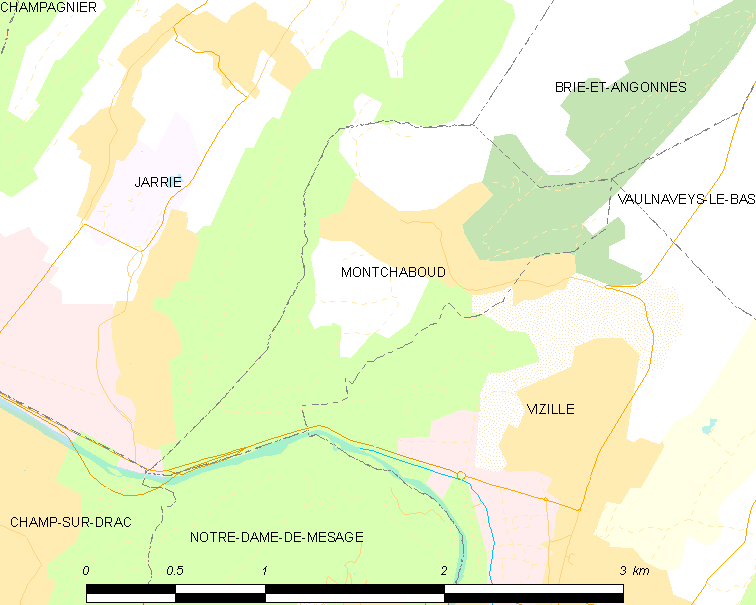
蒙沙布的OSM定位图

蒙沙布的时区为UTC+01:00、UTC+02:00（夏令时）。

## 行政
蒙沙布的邮政编码为38220，INSEE市镇编码为38252。

## 政治
蒙沙布所属的省级选区为瓦桑-罗曼什县。

## 人口

1962-2008年间蒙沙布人口变化图示

蒙沙布于2022年1月1日时的人口数量为347人。